# Абель Коженьовський
Абель Коженьовський, пол. Abel Korzeniowski (*18 липня 1972, Краків)- польський композитор театру та кіно.

## Біографія
Абель Коженьовський народився у Кракові. Закінчив престижну Краківську Академію Музики, осягаючи майстерність гри на віолончелі та практикуючись в музичній композиції. За його навчанням пильно стежив відомий композитор Кшиштоф Пендерецький. Після закінчення навчання, в 1999–2000 роках, він працював асистентом кафедри композиції, диригування та музичної теорії в цьому ж навчальному закладі. Його твори виконувалися на найбільших фестивалях у Польщі, Німеччині, Словаччини, Молдови, України та Білорусі.
У Польщі Абель писав оркестрову симфонічну музику, а також супровід до театральних постановок і фільмів. Найцікавішою і найтрудомісткішою його роботою була музика до показу картини Фрітца Ланга «Метрополіс». Він отримав «Золотих левів» на двадцять п'ятому Щорічному Польському Кінофестивалі за музику до фільму «Велика тварина» («Big Animal») Кесльовського.
У 2006 Абель переїхав з Кракова в Лос Анджелес , Каліфорнія, де почав роботу з Джорджем Клуні, Пітером Бергом і Стівеном Содебергом над випуском фільму " Pu- 239 ". Фільм був поставлений Скоттом Бернсом (Скотт З. Бернс), за мотивами оповідання Кена Калфуса . Наразі композитор продовжує жити і працювати в Лос-Анжелесі. Його унікальний, вишуканий і складний стиль комбінує класичну оркестрову музику з елементами сучасної електроніки і навколишнього середовища. Популярність широкого загалу здобув передовсім своїми саундтреками до фільмів.

## Фільмографія
- Czy pan to tak naprawdę, czy udaje? (1997) — документальний фільм
- Wybór (1999) — телепостановка
- Велика тварина (2000)
- Rozwój (2001) — документальний фільм
- Prawdziwe psy (2001) — документальна теленовела
- Ożenek (2001) — телепостановка
- Człowiek, którego nie ma (2002) — документальний фільм
- Ангел в Кракові (2002)
- Погода на завтра (2003)
- Prawdziwe psy. Krzysiek i Sławek (2003) — документальний фільм
- Метрополіс (2004) (спеціальна нагорода 2004 року до переробленого фільму 2002 року, фільм 1927 року)
- Курц (2006)
- The Half Life of Timofey Berezin (2006)
- Битва за планету Терра (2007)
- What We Take from Each Other (2008)
- Confessions of a Go-Go Girl (2008)
- Tickling Leo (2009)
- Самотній чоловік (2009)
- Gwiazda Kopernika (2009)
- Ми. Віримо у кохання (2011)
- Escape from Tomorrow (2013)
- Ромео і Джульєта (2013)
- Пенні Дредфул (2014)
- Нічні тварини (2016)
- Наглядачі (2024)